# Orange Cove, Kalifornien
Orange Cove är en stad (city) i Fresno County, i delstaten Kalifornien, USA. Enligt United States Census Bureau har staden en folkmängd på 9 196 invånare (2011) och en landarea på 5 km².